# Fontana Liri
Fontana Liri és un comune (municipi) de la província de Frosinone, a la regió italiana del Laci, situat a uns 90 km al sud-est de Roma i a uns 15 km a l'est de Frosinone. Es troba dins la Vall Llatina.
Fontana Liri limita amb els municipis d'Arce, Arpino, Monte San Giovanni Campano, Rocca d'Arce i Santopadre.
A 1 de gener de 2019 tenia 2.868 habitants.
A la població van néixer Marcello Mastroianni i Umberto Mastroianni.